# Шавеево
Шаве́ево — деревня в Смоленской области России, в Сафоновском районе. Население — 98 жителей (2007 год) . Расположена в центральной части области в 1 км к востоку от города Сафонова, в 4 км южнее автодороги М1 «Беларусь», в 1 км восточнее автодороги Р137 Сафоново — Рославль, на берегу реки Вопец. В 5 км севернее деревни железнодорожная станция Дурово на линии Москва — Минск. Входит в состав Барановского сельского поселения.

## История
В годы Великой Отечественной войны деревня была оккупирована гитлеровскими войсками в сентябре 1941 года, освобождена в 1943 году..